# ساتراليزوماب
ساتراليزوماب(Satralizumab) ،الذي يُباع تحت الإسم التجاري إنسبرانغ(Enspryng )، هو دواء يستخدم لعلاج التهاب النخاع والعصب البصري(NMOSD) لدى أولئك الذين لديهم أجسام مضادة ضد أكوابورين 4 (AQP4).  و يعطى عن طريق الحقن تحت الجلد . 
تشمل الآثار الجانبية الشائعة لهذا العقار على: الصداع، و آلام المفاصل، و ارتفاع نسبة الدهون في الدم ، و الألم في موقع الحقن، و انخفاض خلايا الدم البيضاء.  إضافة إلى ذلك، قد تشمل الآثار الجانبية الأخرى العدوى و مشاكل الكبد و ردود الفعل التحسسية و تنشيط مرض السل الكامن.  إنه جسم مضاد وحيد النسيلة يمنع الإنترلوكين 6 (IL-6) و بالتالي يقلل من المضادات الحيوية ضد AQP4. 
تمت الموافقة على استخدام ساتراليزوماب طبيًا في الولايات المتحدة في عام 2020 و بعدها في أوروبا في عام 2021.   و في الولايات المتحدة، تبلغ تكلفة الجرعة الواحدة حوالي 15300 دولار أمريكي اعتبارًا من عام 2021.  أما في المملكة المتحدة لم يعد متاحًا اعتبارًا من عام 2021. 